# E. Wedel
E. Wedel ( phát âm: Veh-del) là một công ty chế biến mứt kẹo Ba Lan sản xuất nhiều loại sô-cô-la, bánh ngọt và đồ ăn nhẹ từ năm 1851. Wedel cũng là một nhãn hiệu kẹo nổi tiếng ở Ba Lan, được xem là "nhãn hiệu sô-cô-la quốc gia của Ba Lan" trên thị trường này và là một nhãn hiệu kẹo hàng đầu trong số các nhà sản xuất với khoảng 14% thị phần ở Ba Lan vào năm 2005 và chiếm 11.7% vào năm 2007.
Tháng 6 năm 2010 Kraft Foods Inc đã bán Wedel cho Lotte, một tập đoàn của Nhật Bản - Hàn Quốc, như một phần trong chương trình thoái vốn bắt buộc của họ đối với một phần của Cadbury mà tập đoàn này đã mua lại hồi tháng 3 năm 2010.

## Lịch sử

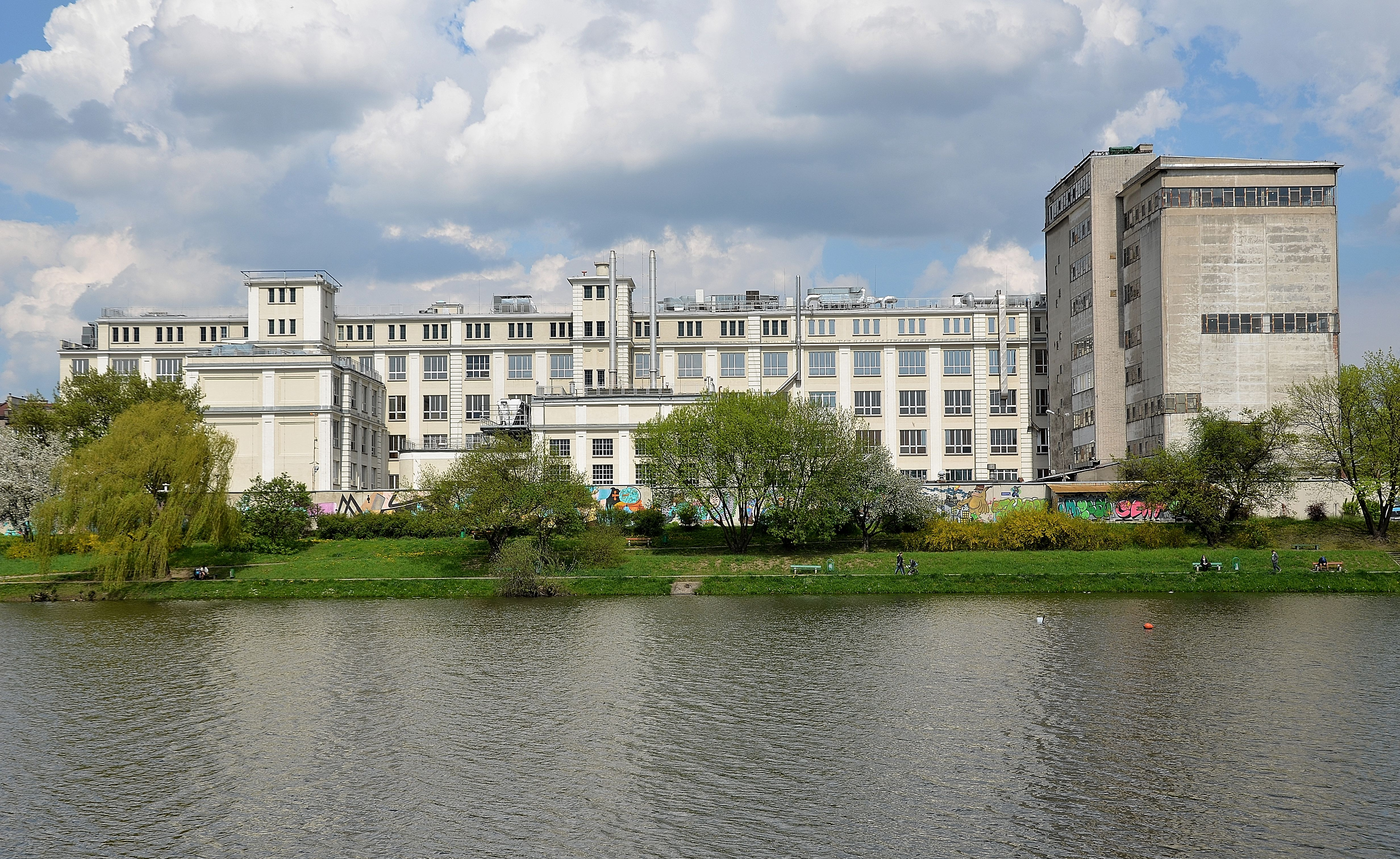
Nhà máy của Wedel ở quận Nam Praha của Warszawa, nhìn từ Hồ Kamionowski

Được thành lập năm 1851 bởi Karl Ernst (Karol Ernest) Wedel (1813-1902), công ty và sản phẩm của công ty được biết đến rộng rãi ở Trung và Đông Âu. Logo của công ty là chữ ký của Karol Wedel. Con trai của ông là Emil Albert Fryderyk Wedel (1841-1919) đã học nghề trong các nhà máy sản xuất kẹo và sô-cô-la ở Tây Âu trước khi thừa kế và mở rộng kinh doanh của cha mình. Hậu duệ của ông - Jan Wedel (mất năm 1960) là thành viên cuối cùng của gia đình Wedel sở hữu công ty, được xem là "Willy Wonka" thời tiền chiến của Ba Lan. Năm 1894, công ty chuyển nhà máy từ đường Szpitalna ở Warszawa. Năm 1930, trong thời thời gian Đại khủng hoảng, Jan Wedel đã mở công ty thứ hai tại Praga, một trong những công ty hiện đại của Đệ Nhị Cộng hòa Ba Lan. Công ty cũng được biết đến với các chính sách phúc lợi xã hội rất hào phóng của mình. Là một trong những người tiên phong ở Châu Âu, công ty có nhà trẻ, mẫu giáo, bệnh viện và quán cà phê riêng của mình, và thưởng cho các nhân viên xuất sắc nhất của mình bằng khoản vay mua nhà không lãi suất; mô hình này đã được Đảng Xã hội Ba Lan đánh giá cao. Vì vậy mà trước Chiến tranh thế giới thứ hai, Wedel là một công ty tư nhân thành công với các cửa hàng ở Luân Đôn và Paris.

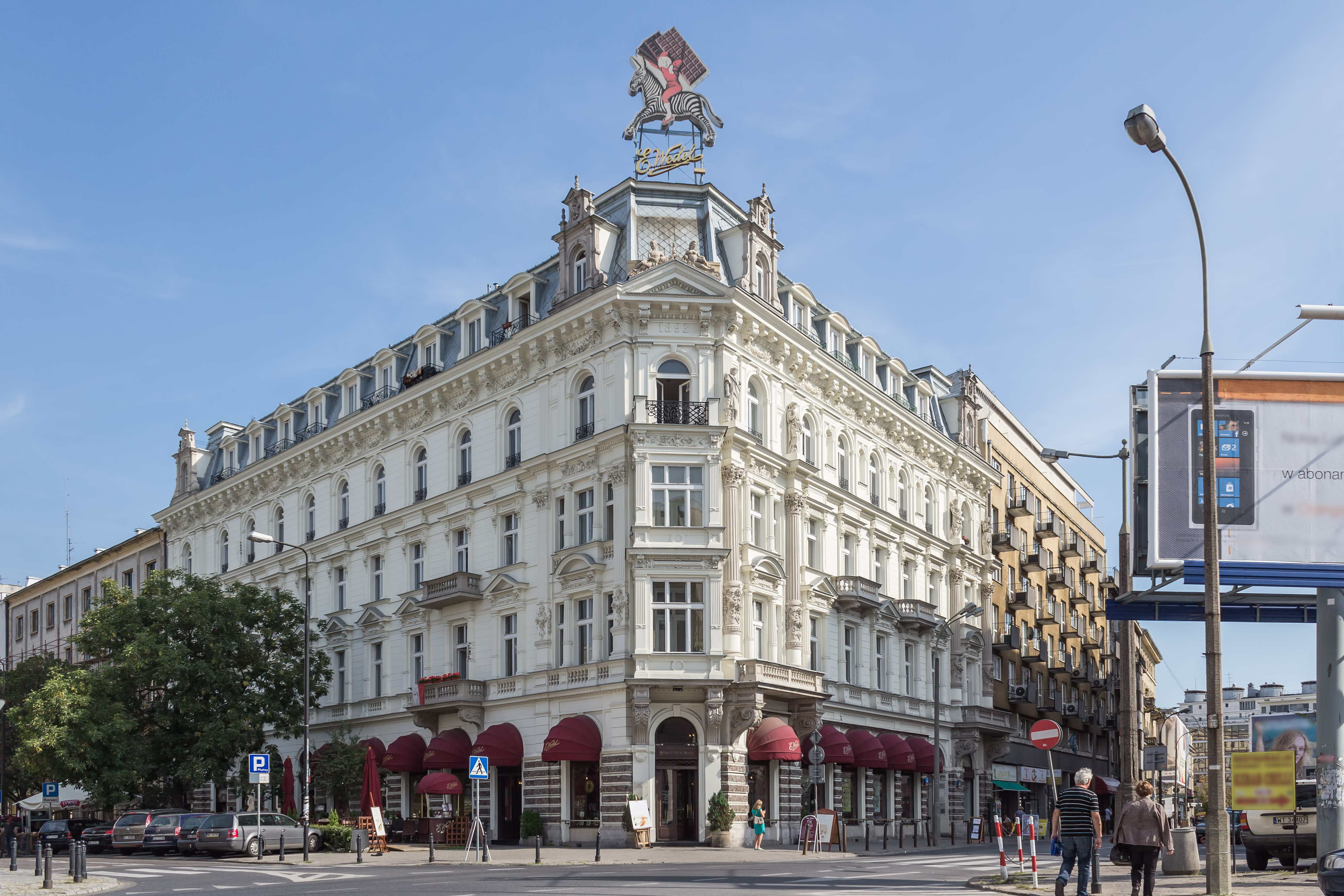
Trụ sở của Wedel ở Đường Szpitalna, một trong rất ít các chung cư được bảo tồn từ cuối thế kỷ 19

Jan Wedel đã lập kế hoạch cho Chiến tranh thế giới thứ II, và công ty đã tiếp tục sản xuất trong những năm đầu của cuộc chiến; công ty cũng bắt đầu sản xuất các thực phẩm cơ bản như bánh mì vì nạn đói ở Warszawa, và là địa điểm của giảng dạy bí mật. Mặc dù có tổ tiên là người Đức nhưng Wedel đã từ chối hợp tác với người Đức và đã không ký Volksliste; điều này dẫn đến việc ông và nhân viên của mình bị bức hại bởi phát xít Đức. Chiến tranh đã tàn phá Ba Lan và công ty; các tòa nhà ở Warszawa đã bị phá hủy trong Khởi nghĩa Warszawa. Sau chiến tranh, Wedel xây dựng lại nhà máy, chỉ để chính phủ cộng sản quốc hữu hóa công ty. Bản thân nhà máy Wedel đã được đổi tên thành '22 Lipca' (22 tháng 7) sau 'Ngày Quốc Khánh' của Cộng sản (Bản tuyên ngôn PKWN Manifesto), mặc dù ngay cả những người cộng sản chọn giữ lại tên thương hiệu Wedel với các sản phẩm có cả logo cũ và mới (đặc biệt là sau 10 năm không dùng logo, mọi nỗ lực xuất khẩu đều vô ích). Công ty được tái tư nhân hóa vào năm 1989 sau khi chế độ cộng sảnsụp đổ ở Ba Lan. Năm 1991, công ty được PepsiCo mua lại, lúc đó doanh thu đạt khoảng 50–60 triệu Đô la Mỹ. Năm 1995, doanh thu đã vượt 200 triệu Đô la Mỹ. Khoảng 10% các sản phẩm được xuất khẩu, chủ yếu sang Vương quốc Liên hiệp Anh và Bắc Ireland, Hoa Kỳ và Canada. Nhà máy ở Warszawa có 1,100 công nhân tại thời điểm năm 1998.

## Cadbury-Wedel Polska

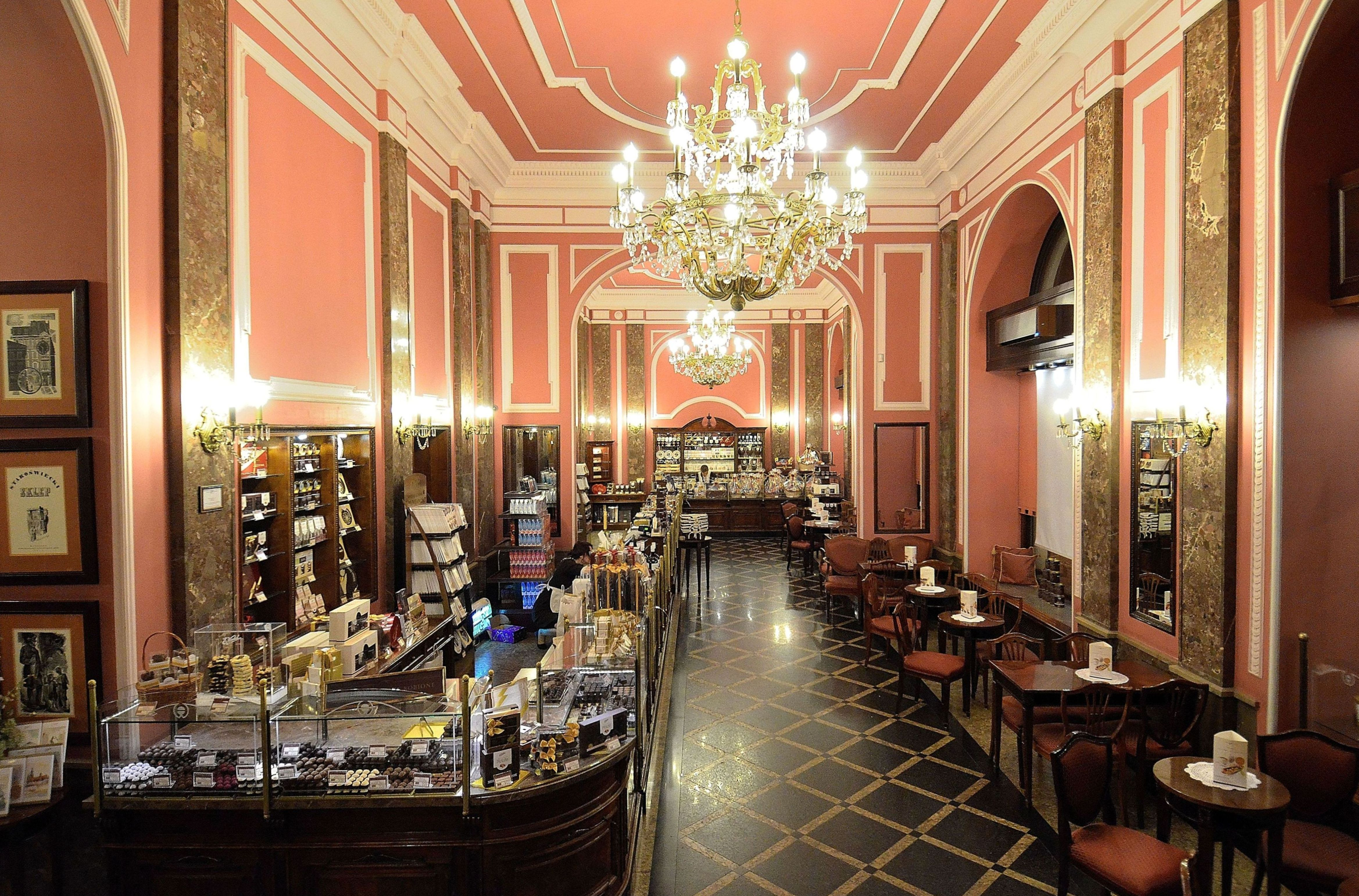
Cửa hàng ban đầu của E.Wedel tại số 8 Đường Szpitalna ở Warszawa

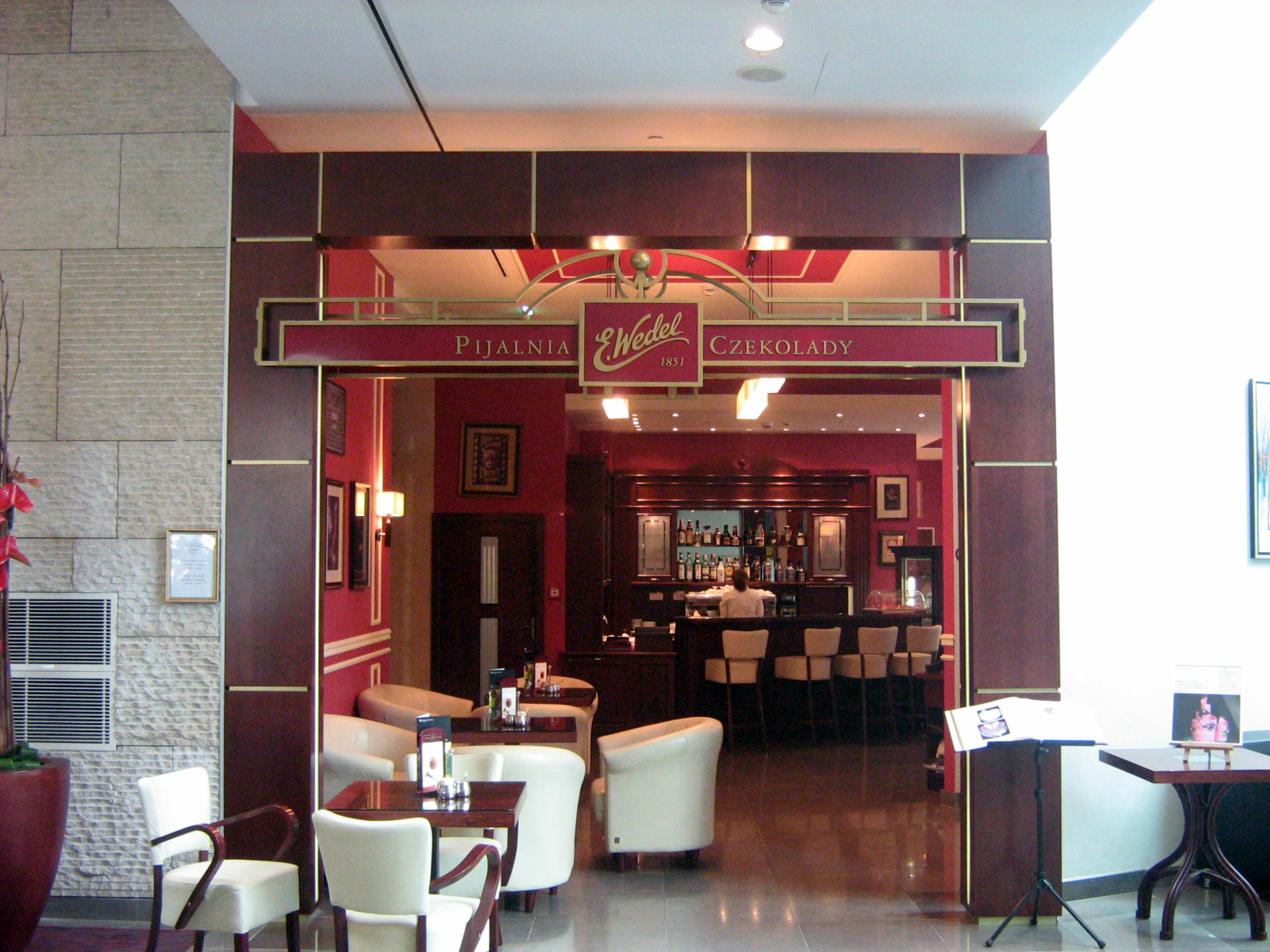
Quán cà phê và đài phun sô-cô-la của Wedel tại khách sạn InterContinental

Cadbury Schweppes đầu tư vào Ba Lan lần đầu tiên là năm 1993, xây dựng nhà máy sô-cô-la cho các sản phẩm của riêng mình tại Bielany Wrocławskie.
Năm 1999, Cadbury đã mua E.Wedel và nhà máy ở Praga từ PepsiCo với giá 76.5 triệu Đô la Mỹ. Nhà máy ở Praga được hiện đại hóa năm 2007, với việc đầu tư vào các phòng thí nghiệm mới và không gian làm việc cũng như một dây chuyền sản xuất mới dành cho sản phẩm chủ đạo của nhãn hiệu Ptasie mleczko, một loại kẹo sô-cô-la với marshmallow là tâm.
Năm 2007, là một phần của Đặc Khu Kinh tế Wałbrzych, Cadbury-Wedel Polska bắt đầu xây dựng một nhà máy kẹo cao su trị giá 100 triệu bảng ở Skarbimierz, Opole Voivodeship. Nhà máy này hiện sản xuất các nhãn hiệu như Trident, Stimorol, V6 và Hollywood. Công ty cũng mua lại các quyền đối với khu đất bổ sung 60 mẫu Anh (0,24 km2), một nhà máy sô-cô-la mới đã được triển khai tại đây năm 2009 để có thể tiếp quản việc sản xuất các nhãn hiệu trước đây được sản xuất tại Nhà máy Somerdale ở Keynsham, Bristol từ năm 2011. Năm 2008, Cadbury được Cơ quan Đầu tư và Thương mại Ba Lan vinh danh là "Nhà đầu tư quan trọng nhất Ba Lan".
Trong những năm gần đây, công ty cũng đã mở rộng, khai trương một loạt các cửa hàng sô-cô-la dựa trên truyền thống đã có trước chiến tranh.

## Quyền sở hữu của Lotte
Tháng 3 năm 2010 Kraft Foods Inc đã mua lại Cadbury. Ủy ban Châu Âu nhấn mạnh rằng Wedel được bán nhằm tiếp quản để tiến lên phía trước vì việc kết hợp Kraft/Cadbury-Wedel sẽ có thị phần quá lớn trên thị trường chế biến mứt kẹo của Ba Lan. Để đáp ứng được yêu cầu này, Wedel đã được bán cho Lotte Hàn Quốc hồi tháng 6 năm 2010. Đây là thương vụ đầu tư đầu tiên của Lotte vào Châu Âu mặc dù họ là công ty sản xuất kẹo cao su lớn thứ 3 trên thế giới và là ông lớn trên thị trường chế biến mứt kẹo Châu Á. Kraft Foods nắm quyền đối với Cadbury, Halls và các nhãn hiệu khác cùng với hai nhà máy sản xuất các sản phẩm Cadbury ở Skarbimierz, Opole Voivodeship.

## Các sản phẩm phổ biến
- Ptasie mleczko - kẹo dẻo phủ sô-cô-la
- Mieszanka Wedlowska - kẹo phủ sô-cô-la với nhiều loại nhân
- Torcik Wedlowski - bánh xốp tròn lớn phủ sô-cô-la với các chi tiết trang trí bằng tay
- Pawełek - thanh sô-cô-la với nhân thơm có chứa một lượng rượu nhỏ
- Krowka - kẹo mềm kem sữa được gói riêng từng cái
- Delicje Szampańskie - bánh quy tròn với đế xốp, nhân mứt và phủ sô-cô-la